# Diletta Carli
Diletta Carli (ur. 7 maja 1996 w Pietrasanta) – włoska pływaczka, specjalizująca się głównie w stylu dowolnym. 
Mistrzyni Europy z Debreczyna w sztafecie 4 x 200 m stylem dowolnym. Mistrzyni Europy juniorów z Antwerpii na 400 m stylem dowolnym i wicemistrzyni na 200 m stylem dowolnym oraz w sztafecie 4 x 200 m stylem dowolnym.
Uczestniczka igrzysk olimpijskich w Londynie (2012) w sztafecie 4 x 200 m stylem dowolnym (7. miejsce).